# Бакушинский, Анатолий Васильевич
Анато́лий Васи́льевич Бакушинский (28 апреля 1883, село Верхний Ландех Владимирской губернии (ныне в Ивановской области) — 9 января 1939, Москва) — русский и советский искусствовед, теоретик и практик эстетического воспитания, исследователь психологии творчества и психологии восприятия искусства, знаток музейного дела, критик, организатор народных промыслов и педагог.

## Биография
Родился 16 (28) апреля 1883 года в селе Верхний Ландех Гороховецкого уезда Владимирской губернии (ныне в Ивановской области).
В 1907 году поступил в Юрьевский университет, который окончил в 1911 году. Далее учился в Московском педагогическом институте им. П. Г. Шелапутина (1912—1914).
Профессор Московского университета (1924—1939), кафедра теории и истории искусств факультета общественных наук и кафедра истории русского искусства этнологического факультета. Доктор искусствоведения (1936).
Работал в Цветковской (1917—1925) и Третьяковской (1924—1939) галереях в Москве; разрабатывал методику подготовки экскурсоводов и принципы эстетического воспитания, в частности, детей.
Похоронен на Новодевичьем кладбище.

## Научная и общественная деятельность
Следует подчеркнуть большой интерес учёного к народному творчеству; именно это и позволило ему выдвинуть перед народным искусством серьезные художественные задачи в изменившихся условиях.
С первых лет после революции Бакушинский вёл огромную работу по восстановлению народных промыслов (Палех, Мстёрская миниатюра, Холуй, хохломская и городецкая росписи, Дымковская игрушка), выработав и здесь свои методы работы, которые сохранили значение и в наше время.
Бакушинский подчеркнул связь моментов декора, орнамента и структуры и их гармоничное взаимодействие в народном искусстве. Он также отметил, что оно в своём развитии вступает во взаимодействие с другими культурными стилями, причём народное искусство подчиняет себе все влияния.
В практике работы с промыслами на протяжении 20-х годов боролись два взгляда: художественные и коммерческие. При этом художественные взгляды на развитие промыслов наиболее последовательно проводил А. В. Бакушинский, непосредственно работавший с мастерами. По его мнению, специалист, взявшийся за художественное руководство промыслами, должен не стеснять творческую свободу мастеров, а выявлять их внутренние возможности, без навязывания каких либо художественных решений; тем более он должен отказаться от оценки произведений кустарей-художников и от узкой коммерческой ориентации.
В настоящее время позиция Бакушинского представляется наиболее состоятельной, поскольку в конечном итоге она сводилась к сохранению искусства промыслов именно как большого художественного явления. Возрождение искусства Палеха, Мстёры, Хохломы, Городца, Дымкова проводилось под непосредственным руководством Анатолия Васильевича, который глубоко изучил историю этих промыслов и, тонко зная их художественные особенности, направлял поиски мастеров.
Творческий контакт Бакушинского с палешанами возник в самый трудный и ответственный период их перехода от иконописи к лаковой миниатюре.
Народный мастер, по мнению Бакушинского, был решающей силой промысла, но одновременно подчёркивал значение традиции для промысла и коллективный характер творчества. Так, в одном из своих писем палехскому художнику, Николаю Михайловичу Зиновьеву, Анатолий Васильевич восклицал: «Что бы значил талант Ивана Голикова вне творчества коллектива палехских мастеров».
Для практической работы с народными мастерами учёный был вооружен огромным педагогическим опытом. Именно А. В. Бакушинский дал первые теоретические обоснования становлению художника народных художественных промыслов и исследовал проблему передачи профессионального мастерства и традиции ученичества. Он чутко поддерживал творческий замысел каждого мастера, отмечая его находки и промахи.
Связанный с промыслами непосредственной практической работой, А. В. Бакушинский проверял на опыте и свою теорию, в то же время обогащая последнюю результатами научного исследования. В такой неразрывности практики, теории и исторического изучения искусства оттачивалась и углублялась отношении диспут, происходивший исследовательская мысль учёного. Результаты появлялись довольно быстро, хотя нередко оценивались критикой отрицательно. Показателен в этом отношении диспут, происходивший в 20-е годы на тему «Правые течения в искусстве». На нём Бакушинский смело выступал в защиту нового Палеха, разбивая своих противников, поскольку прекрасно знал живое дело.
В обстановке накалённых споров, когда наследие и его роль в новой социалистической культуре часто понимались искажённо, многие вопросы, в частности дискутируемый тогда вопрос о путях развития искусства Палеха, приобретали чрезвычайно острый характер. Бакушинский, выступая на диспуте в ГАХН, защищал молодое палехское искусство от догматиков, отрицавших новый путь Палеха. Он доказывал органичность перехода палешан от иконописи к лаковой миниатюре и естественность стилистической зависимости этой миниатюры от иконы, иконописного мастерства палешанина и его традиционной преемственности.
Некоторые искусствоведы обвиняли Бакушинского (главным образом за работу в Палехе) в его якобы «капитуляции» перед художественными ценностями прошлого, в то время как именно глубокое понимание современности позволяло учёному зорко увидеть органичность палехского искусства, подготовленность его нового этапа самой историей, сохранившей жизнь промысла.
В произведениях старейших палешан — И. Голикова, И. Маркичева, И. Баканова, А. Котухина, А. Дыдыкина, И. Вакурова и многих других — Бакушинский, тонкий и чуткий ценитель художественного, отмечал подлинную жизнь искусства.
В хохломском промысле, где до 1920-х — 1930-х годов господствовал псевдорусский стиль предреволюционных лет, стиль сухой графичной орнаментики раскрасочного характера, научная творческая интуиция учёного помогла почувствовать подлинное живое дыхание традиций в свободном кистевом травном письме. Благодаря этому Хохлома возродилась, вернувшись к своим фольклорным истокам.
Бакушинский всегда умело поддерживал творческую инициативу народного мастера. Пробуждение её после Октябрьской революции ломало сложившийся в конце прошлого века взгляд на народного мастера как на кустаря, ремесленника, работающего по образцам художников-профессионалов. Дать почувствовать мастеру свободу творчества — вот задача, которую ставил Бакушинский. Это было чрезвычайно важно в тот период, когда во многих промыслах укоренились чуждые, часто навязанные извне художественные формы. Широкий диапазон исследовательской мысли позволил Бакушинскому серьёзно поставить проблему детского творчества и примитивного искусства, отражающих общность в механизме восприятия мира. Бакушинский в своих статьях дает интересную концепцию примитива в малой форме скульптуры, основываясь на особенностях примитивного сознания. Как образец символического примитивного жизнеощущения он рассматривает народную игрушку, изучая её происхождение.
30-е годы характеризуются изучением существовавших тогда народных художественных промыслов, желанием восстановить их и выявить самое ценное, что могло содействовать их развитию. В начале 30-х годов Бакушинский пробует помочь восстановлению Городца и Городецкой росписи. Он выезжает в Городец. Знакомится с некоторыми мастерами, такими как И. А. Мазиным, Ф. С. Краснояровым и И. И. Сундуковым. Все они ещё пишут портретные сцены, с трудом находят им сбыт. Но больше работают над росписью мелких изделий. По просьбе А. В. Бакушинского мастера выполняют ряд интересных росписей. Среди мастеров больше всего внимание привлек И. А. Мазин. Им были выполнены доски с разными сценами, как писал о его живописи сам Бакушинский: 

Мазин первый обратился в своем искусстве к изображению советской действительности, колхозной деревни, её быта. Он противопоставил её прошлое современности, и нередко это сопоставление отличается остротой. Он зорко подмечает всё новое в деревенском быту, характерное для современной культуры.

Произведение народного искусства, подобно произведениям искусства профессионального, рассматривалось Бакушинским как «центр творческих сил», как «оформленный сгусток творческой энергии, который вводится в жизнь художником, а затем действует индивидуально и социально». Показательно для научной интуиции ученого, что, несмотря на все звучавшие тогда приговоры народному искусству, якобы идущему к своему концу, Бакушинский утверждал: 

В условиях социалистического общества народное искусство не только не завершит свой круг, но, напротив, должно обрести новые силы и источники для своего развития.

## Труды
- Бакушинский А. В.  Художественное творчество и воспитание. — М.: Новая Москва, 1925. — 240 с.
- Бакушинский А. В., Масленников Н. Н.  Русские художественные лаки. — М.: Всекохудожник, 1933. — 31 с.
- Бакушинский А. В., Василенко В. М.  Искусство Мстёры. — М.—Л.: КОИЗ, 1934. — 102 с.
- Бакушинский А. В.  Искусство Палеха. — М.—Л.: Academia, 1934. — 268 с.
- Бакушинский А. В.  Н. А. Андреев. 1873—1932. — М.: Искусство, 1939. — 91 с.